# Hit Mania Estate 2019
Hit Mania Estate 2019 è una compilation estiva di artisti vari facente parte della serie Hit Mania, uscita nei negozi il 5 luglio 2019.
È il prosieguo della raccolta di hits tra le più vendute, sempre tra le prime posizioni nelle classifiche delle compilation in Italia.
Sono presenti 4 CD + Rivista, tra questi troviamo il CD1: "Hit Mania Estate 2019", CD2: "Hit Mania Estate 2019 Club Version", CD3: "Reggaeton Mania vol.2" e il CD4: "EDM Electronic Dance Music".
Quest'edizione non verrà compilata e mixata dallo storico DJ Mauro Miclini (responsabile della collana esattamente dal 1996) e a sostituirlo sarà l'influencer MaPina che si occuperà anche della compilazione del CD2.
La copertina è stata curata e progetta da Gorial.

## Tracce

### Disco 1
1. Daysy – Mama Told Me
2. LP – Girls Go Wild (Celestal Rmx)
3. Bob Sinclar VS. The Supermen Lovers feat. Robbie Williams – Romantico Starlight
4. Ofenbach – Rock It
5. Shanguy – Toukassé
6. Martin Garrix feat. Macklemore & Patrick Stump Of Fall Out Boy – Summer Days
7. Klingande & Jamie N Commons – By The River
8. Galantis feat. OneRepublic – Bones
9. Lost Frequencies feat. Aloe Blacc – Truth Never Lies
10. Purple Disco Machine – Body Funk
11. The Revangels – Therapy (Alan Cream Rmx)
12. Robin Schulz feat. Harloe – All This Love
13. Axwell – Nobody Else
14. Haiducii with DJ Jump – Te Iubesc La Rasarit
15. Mama Song
feat. Julia by RuggiX – Corazón Perdido
16. Tormento feat. J-Ax – Acqua su Marte
17. Giulia Penna – Shake
18. Enrico Nigiotti – Notturna
19. Milk & Coffee – Estoy Perdido
20. Mr. Rain feat. Martina Attili – La Somma
21. Parolacce – Sergio Sylvestre
22. Mama Song feat. Lorenzo & Claudia by RuggiX – Boletos De Amor

### Disco 2
1. Dorisday & Vecio Dj – Fall Into The Ground
2. ZeroOne – Darling
3. Kraken Prj & Magical Sound – New Story
4. Manola – Underneath it All (Mama Tell Me)
5. Mc Groove Feat. UBJK – No More
6. Elena Presti Feat. Gianni Gandi – Los Caminos De La Vida
7. Gaja – Why Baby
8. Yared – I Still Care
9. The Houser – It's My Baby
10. Catalano – In My Way
11. The Houser – I'll Be Up
12. DJ Nitro – My Love
13. Dj Skipper – Float Away
14. Fil Renzi Prj Vs Michele Ninotta – Summer Sensation (Fil Renzi Prj Heart Rmx)
15. Dj Jajo – Without Your Love
16. Moda Phun – You Make Me Feel
17. Dj Jay – Where Are We Going
18. Jacob Galsen – Is Like Eternity
19. Mc Groove Feat. Fabio D'Andrea & Enrico Vicinanza – So Far
20. Coppola – Secretly
21. Daresh Syzmoon feat. Antonio Lisi – Don't Let Go

## Curiosità
La copertina di quest'edizione non ha un tema unico e specifico come tutte quelle precedenti, ma due differenti, una per il digitale (iTunes per esempio) e una per la copia fisica.
Hit Mania Estate 2019, come l'edizione precedente, non offre la versione singola da 2 CD ma solo quella da 4 a € 13,90 e solo per quest'edizione la vecchia versione cofanetto a libretto viene venduta solo in pochi negozi (per tanto rara da trovare) e lì il tema della copertina è lo stesso del digitale.
È presente un errore di stampa nel CD2 che riporta 19 canzoni quando in verità sono 21; le canzoni dimenticate sono "Secretly" di Coppola e "Don't Let Go" di Daresh Syzmoon feat. Antonio Lisi.